# Fußball-Club Gelsenkirchen-Schalke 04 1971-1972
Questa voce raccoglie le informazioni riguardanti il Fußball-Club Gelsenkirchen-Schalke 04 nelle competizioni ufficiali della stagione 1971-1972.

## Stagione
Nella stagione 1971-1972 lo Schalke, allenato da Ivan Horvat, concluse il campionato di Bundesliga al 2º posto. In Coppa di Germania lo Schalke vinse la finale con il Kaiserslautern.

## Rosa
| N. |                     | Ruolo | Calciatore          |
| -- | ------------------- | ----- | ------------------- |
|    | Germania (bandiera) | P     | Norbert Nigbur      |
|    | Germania (bandiera) | P     | Helmut Pabst        |
|    | Germania (bandiera) | D     | Klaus Fichtel       |
|    | Germania (bandiera) | D     | Hartmut Huhse       |
|    | Germania (bandiera) | D     | Helmut Kremers      |
|    | Germania (bandiera) | D     | Rolf Rüssmann       |
|    | Germania (bandiera) | D     | Jürgen Sobieray     |
|    | Germania (bandiera) | D     | Ulrich van den Berg |
|    | Germania (bandiera) | C     | Klaus Beverungen    |
|    | Germania (bandiera) | C     | Norbert Heßling     |

| N. |                        | Ruolo | Calciatore           |
| -- | ---------------------- | ----- | -------------------- |
|    | Germania (bandiera)    | C     | Paul Holz            |
|    | Germania (bandiera)    | C     | Herbert Lütkebohmert |
|    | Germania (bandiera)    | C     | Klaus Scheer         |
|    | Paesi Bassi (bandiera) | C     | Heinz van Haaren     |
|    | Lussemburgo (bandiera) | A     | Nico Braun           |
|    | Germania (bandiera)    | A     | Klaus Fischer        |
|    | Germania (bandiera)    | A     | Rainer Hoffmann      |
|    | Germania (bandiera)    | A     | Erwin Kremers        |
|    | Germania (bandiera)    | A     | Stan Libuda          |
|    | Germania (bandiera)    | A     | Helmut Manns         |

## Organigramma societario
Area tecnica
- Allenatore: Ivan Horvat
- Allenatore in seconda:
- Preparatore dei portieri:
- Preparatori atletici:

## Calciomercato

### Sessione estiva
| Acquisti | Acquisti        | Acquisti          | Acquisti |
| R.       | Nome            | da                | Modalità |
| -------- | --------------- | ----------------- | -------- |
| A        | Nico Braun      | Union Luxembourg  |          |
| C        | Norbert Heßling | Schalke 04 U19    |          |
| A        | Rainer Hoffmann | Schalke 04 U19    |          |
| A        | Erwin Kremers   | Kickers Offenbach |          |
| D        | Helmut Kremers  | Kickers Offenbach |          |

| Cessioni | Cessioni                | Cessioni                | Cessioni |
| R.       | Nome                    | a                       | Modalità |
| -------- | ----------------------- | ----------------------- | -------- |
| D        | Hans-Jürgen Becher      | Eintracht Gelsenkirchen |          |
| P        | Dieter Burdenski        | Arminia Bielefeld       |          |
| D        | Jürgen-Michael Galbierz | Wuppertal               |          |
| A        | Reinhard Pfeiffer       | Karlsruhe               |          |
| A        | Hans Pirkner            | Leoben                  |          |
| D        | Klaus Senger            | Fortuna Düsseldorf      |          |
| C        | Hans-Jürgen Wittkamp    | Borussia M'gladbach     |          |
| A        | Alban Wüst              | Heilbronn               |          |

## Risultati

### Bundesliga

#### Girone di andata
| Arbitro: | Tschenscher |

|            |           |                                         |
| Keller 37’ | Marcatori | 48’, 76’, 78’, 88’ Fischer 56’ Sobieray |

| Arbitro: | Ohmsen |

|                 |           |  |
| Libuda 40’, 89’ | Marcatori |  |

| Arbitro: | Seiler |

|  |           |            |
|  | Marcatori | 26’ Scheer |

| Arbitro: | Geng |

|                                        |           |                      |
| Scheer 2’, 6’, 33’, 42’, 72’ Huhse 49’ | Marcatori | 65’ Overath 81’ Rupp |

| Arbitro: | Schäfer |

|                            |           |  |
| Parits 25’ Kalb 79’ (rig.) | Marcatori |  |

| Arbitro: | Kindervater |

|                  |           |  |
| Lütkebohmert 21’ | Marcatori |  |

| Arbitro: | Quindeau |

|                           |           |  |
| Rüssmann 12’ Sobieray 69’ | Marcatori |  |

| Arbitro: | Eschweiler |

|  |           |                                |
|  | Marcatori | 73’ Fischer 85’ (rig.) Fichtel |

| Arbitro: | Aldinger |

|                                        |           |  |
| Kremers 14’ Braun 21’, 56’ Fischer 88’ | Marcatori |  |

| Braunschweig 13 ottobre 1971, ore 20:00 CET 10ª giornata | Eintracht Braunschweig | 0 – 0 referto | Schalke 04 | Stadion an der Hamburger Straße (33 000 spett.)\| Arbitro: \| Betz \| |
| Arbitro:                                                 | Betz                   |               |            |                                                                       |

| Arbitro: | Biwersi |

|                                       |           |  |
| Fischer 2’, 15’, 24’ Lütkebohmert 44’ | Marcatori |  |

| Arbitro: | Schröck |

|                                                                    |           |  |
| Heynckes 4’, 29’ Netzer 6’ (rig.), 64’ Bleidick 23’ Fevre 36’, 52’ | Marcatori |  |

| Arbitro: | Schulenburg |

|                                                |           |  |
| Scheer 56’ (rig.) Lütkebohmert 64’ Kremers 85’ | Marcatori |  |

| Arbitro: | Herden |

|             |           |             |
| Brücken 68’ | Marcatori | 23’ Fichtel |

| Arbitro: | Heckeroth |

|                                                  |           |           |
| Kremers 14’ Rüssmann 58’ Fischer 61’ Fichtel 76’ | Marcatori | 56’ Balte |

| Arbitro: | Linn |

|  |           |             |
|  | Marcatori | 73’ Fischer |

| Arbitro: | Biwersi |

|                |           |  |
| van Haaren 78’ | Marcatori |  |

#### Girone di ritorno
| Arbitro: | Quindeau |

|                                                   |           |  |
| Lütkebohmert 12’ Scheer 36’, 43’, 87’ Fischer 63’ | Marcatori |  |

| Arbitro: | Lutz |

|                        |           |  |
| Lehmann 27’ Linßen 88’ | Marcatori |  |

| Arbitro: | Tschenscher |

|                             |           |  |
| Scheer 44’, 84’ Kremers 63’ | Marcatori |  |

| Arbitro: | Seiler |

|  |           |           |
|  | Marcatori | 90’ Braun |

| Arbitro: | Meuser |

|                              |           |  |
| Lütkebohmert 40’ Fischer 72’ | Marcatori |  |

| Arbitro: | Bonacker |

|  |           |                                   |
|  | Marcatori | 1’, 62’ (rig.) Scheer 79’ Kremers |

| Arbitro: | Gabor |

|                          |           |  |
| Laumen 55’ Neuberger 80’ | Marcatori |  |

| Arbitro: | Herden |

|                                    |           |  |
| Fischer 6’ Rüssmann 76’ Scheer 80’ | Marcatori |  |

| Arbitro: | Riegg |

|                                     |           |  |
| Steffenhagen 12’ Beer 62’ Gayer 89’ | Marcatori |  |

| Arbitro: | Quindeau |

|                                               |           |               |
| Rüssmann 4’ Fischer 9’, 50’ Sobieray 26’, 36’ | Marcatori | 87’ Gersdorff |

| Arbitro: | Seiler |

|                         |           |                              |
| Schumacher 27’ Denz 64’ | Marcatori | 23’ Kremers 67’, 72’ Fischer |

| Arbitro: | Herden |

|                  |           |            |
| Lütkebohmert 54’ | Marcatori | 42’ Netzer |

| Arbitro: | Riegg |

|                                |           |                               |
| Hošić 13’ Friedrich 31’ (rig.) | Marcatori | 18’ (rig.) Scheer 61’ Fischer |

| Arbitro: | Hennig |

|                                                      |           |                           |
| Scheer 1’, 66’ Kremers 10’, 57’ Libuda 37’ Braun 88’ | Marcatori | 43’ Brücken 86’ Stegmayer |

| Arbitro: | Aldinger |

|  |           |                         |
|  | Marcatori | 11’ Fischer 66’ Kremers |

| Arbitro: | Meuser |

|                                    |           |          |
| Lütkebohmert 2’ Fischer 89’ (rig.) | Marcatori | 5’ Frank |

| Arbitro: | Horstmann |

|                                                                 |           |             |
| Hansen 31’ Breitner 40’ Hoffmann 67’ Hoeneß 80’ Beckenbauer 89’ | Marcatori | 56’ Fischer |

### Coppa di Germania
| Arbitro: | Schröck |

|                                         |           |                 |
| Rüssmann 43’ van Haaren 68’ Fischer 80’ | Marcatori | 85’ (rig.) Horr |

| Arbitro: | Basedow |

|                                |           |  |
| Steffenhagen 30’ Beer 78’, 86’ | Marcatori |  |

| Arbitro: | Frickel |

|          |           |           |
| Geye 69’ | Marcatori | 86’ Braun |

| Arbitro: | Wengenmayer |

|                          |           |          |
| Fischer 25’ Rüssmann 58’ | Marcatori | 34’ Geye |

| Arbitro: | Ohmsen |

|                               |           |                  |
| Fevre 72’ Heynckes 76’ (rig.) | Marcatori | 11’, 48’ Fischer |

| Arbitro: | Frickel |

|            |           |  |
| Scheer 88’ | Marcatori |  |

| Arbitro: | Biwersi |

|                                        |           |             |
| Cullmann 52’ Löhr 67’, 85’ Overath 72’ | Marcatori | 15’ Fischer |

| Arbitro: | Heckeroth |

|                                                                    |                      |                                                                |
| Fischer 15’ Rüssmann 32’ Scheer 41’ Kremers 83’ (rig.), 90’ (rig.) | Marcatori            | 42’, 59’ (rig.) Löhr                                           |
| Fischer Libuda Nigbur Kremers Fichtel Beverungen van Haaren        | Tiri di rigore 6 – 5 | Löhr Overath Thielen Biskup Kapellmann Simmet Glowacz Cullmann |

| Arbitro: | Aldinger |

|                                                          |           |  |
| Kremers 13’, 82’ Scheer 32’ Lütkebohmert 57’ Fischer 66’ | Marcatori |  |

## Statistiche

### Statistiche di squadra
| Competizione      | Punti | In casa | In casa | In casa | In casa | In casa | In casa | In trasferta | In trasferta | In trasferta | In trasferta | In trasferta | In trasferta | Totale | Totale | Totale | Totale | Totale | Totale | DR  |
| Competizione      | Punti | G       | V       | N       | P       | Gf      | Gs      | G            | V            | N            | P            | Gf           | Gs           | G      | V      | N      | P      | Gf     | Gs     | DR  |
| ----------------- | ----- | ------- | ------- | ------- | ------- | ------- | ------- | ------------ | ------------ | ------------ | ------------ | ------------ | ------------ | ------ | ------ | ------ | ------ | ------ | ------ | --- |
| Bundesliga        | 52    | 17      | 16      | 1       | 0       | 54      | 8       | 17           | 8            | 3            | 6            | 22           | 27           | 34     | 24     | 4      | 6      | 76     | 35     | +41 |
| Coppa di Germania | -     | 5       | 4       | 1       | 0       | 16      | 4       | 4            | 1            | 2            | 1            | 6            | 7            | 9      | 5      | 3      | 1      | 22     | 11     | +11 |
| Totale            | 52    | 22      | 20      | 2       | 0       | 70      | 12      | 21           | 9            | 5            | 7            | 28           | 34           | 43     | 29     | 7      | 7      | 98     | 46     | +52 |

### Andamento in campionato
| Giornata  | 1 | 2 | 3 | 4 | 5 | 6 | 7 | 8 | 9 | 10 | 11 | 12 | 13 | 14 | 15 | 16 | 17 | 18 | 19 | 20 | 21 | 22 | 23 | 24 | 25 | 26 | 27 | 28 | 29 | 30 | 31 | 32 | 33 | 34 |
| --------- | - | - | - | - | - | - | - | - | - | -- | -- | -- | -- | -- | -- | -- | -- | -- | -- | -- | -- | -- | -- | -- | -- | -- | -- | -- | -- | -- | -- | -- | -- | -- |
| Luogo     | T | C | T | C | T | C | C | T | C | T  | C  | T  | C  | T  | C  | T  | C  | C  | T  | C  | T  | C  | T  | T  | C  | T  | C  | T  | C  | T  | C  | T  | C  | T  |
| Risultato | V | V | V | V | P | V | V | V | V | N  | V  | P  | V  | N  | V  | V  | V  | V  | P  | V  | V  | V  | V  | P  | V  | P  | V  | V  | N  | N  | V  | V  | V  | P  |
| Posizione | 1 | 1 | 1 | 1 | 1 | 1 | 1 | 1 | 1 | 1  | 1  | 2  | 2  | 2  | 1  | 1  | 1  | 1  | 1  | 1  | 1  | 1  | 1  | 1  | 1  | 2  | 2  | 2  | 2  | 2  | 2  | 2  | 2  | 2  |

Legenda:

Luogo: C = Casa; T = Trasferta. Risultato: V = Vittoria; N = Pareggio; P = Sconfitta.

### Statistiche dei giocatori
| Giocatore       | Bundesliga | Bundesliga | Bundesliga  | Bundesliga | Coppa di Germania | Coppa di Germania | Coppa di Germania | Coppa di Germania | Totale   | Totale | Totale      | Totale     |
| Giocatore       | Presenze   | Reti       | Ammonizioni | Espulsioni | Presenze          | Reti              | Ammonizioni       | Espulsioni        | Presenze | Reti   | Ammonizioni | Espulsioni |
| --------------- | ---------- | ---------- | ----------- | ---------- | ----------------- | ----------------- | ----------------- | ----------------- | -------- | ------ | ----------- | ---------- |
| K. Beverungen   | 2          | 0          | 0           | 0          | 1                 | 0                 | 0                 | 0                 | 3        | 0      | 0           | 0          |
| N. Braun        | 12         | 4          | 0           | 0          | 4                 | 1                 | 0                 | 0                 | 16       | 5      | 0           | 0          |
| M. Dubski       | 0          | 0          | 0           | 0          | 0                 | 0                 | 0                 | 0                 | 0        | 0      | 0           | 0          |
| P. Ehmke        | 0          | 0          | 0           | 0          | 0                 | 0                 | 0                 | 0                 | 0        | 0      | 0           | 0          |
| K. Fichtel      | 33         | 3          | 0           | 0          | 7                 | 0                 | 0                 | 0                 | 40       | 3      | 0           | 0          |
| K. Fischer      | 29         | 22         | 0           | 0          | 9                 | 7                 | 0                 | 0                 | 38       | 29     | 0           | 0          |
| K. Frey         | 0          | 0          | 0           | 0          | 0                 | 0                 | 0                 | 0                 | 0        | 0      | 0           | 0          |
| N. Heßling      | 0          | 0          | 0           | 0          | 0                 | 0                 | 0                 | 0                 | 0        | 0      | 0           | 0          |
| R. Hoffmann     | 0          | 0          | 0           | 0          | 0                 | 0                 | 0                 | 0                 | 0        | 0      | 0           | 0          |
| P. Holz         | 7          | 0          | 0           | 0          | 1                 | 0                 | 0                 | 0                 | 8        | 0      | 0           | 0          |
| H. Huhse        | 24         | 1          | 0           | 0          | 7                 | 0                 | 0                 | 0                 | 31       | 1      | 0           | 0          |
| J. Klein        | 0          | 0          | 0           | 0          | 0                 | 0                 | 0                 | 0                 | 0        | 0      | 0           | 0          |
| R. Kosien       | 0          | 0          | 0           | 0          | 0                 | 0                 | 0                 | 0                 | 0        | 0      | 0           | 0          |
| E. Kremers      | 33         | 6          | 0           | 0          | 9                 | 0                 | 0                 | 0                 | 42       | 6      | 0           | 0          |
| H. Kremers      | 30         | 3          | 0           | 0          | 7                 | 4                 | 0                 | 0                 | 37       | 7      | 0           | 0          |
| G. Kuczinski    | 0          | 0          | 0           | 0          | 0                 | 0                 | 0                 | 0                 | 0        | 0      | 0           | 0          |
| S. Libuda       | 30         | 3          | 0           | 0          | 9                 | 0                 | 0                 | 0                 | 39       | 3      | 0           | 0          |
| H. Lütkebohmert | 34         | 7          | 0           | 0          | 9                 | 1                 | 0                 | 0                 | 43       | 8      | 0           | 0          |
| H. Manns        | 3          | 0          | 0           | 0          | 0                 | 0                 | 0                 | 0                 | 3        | 0      | 0           | 0          |
| N. Nigbur       | 34         | 0          | 0           | 0          | 9                 | 0                 | 0                 | 0                 | 43       | 0      | 0           | 0          |
| H. Pabst        | 1          | 0          | 0           | 0          | 0                 | 0                 | 0                 | 0                 | 1        | 0      | 0           | 0          |
| R. Rüssmann     | 30         | 4          | 0           | 1          | 9                 | 3                 | 0                 | 0                 | 39       | 7      | 0           | 1          |
| K. Scheer       | 34         | 18         | 0           | 0          | 9                 | 3                 | 0                 | 0                 | 43       | 21     | 0           | 0          |
| J. Sobieray     | 32         | 4          | 0           | 0          | 7                 | 0                 | 0                 | 0                 | 39       | 4      | 0           | 0          |
| H. Wagner       | 0          | 0          | 0           | 0          | 0                 | 0                 | 0                 | 0                 | 0        | 0      | 0           | 0          |
| H. van Haaren   | 31         | 1          | 0           | 0          | 7                 | 1                 | 0                 | 0                 | 38       | 2      | 0           | 0          |
| U. van den Berg | 0          | 0          | 0           | 0          | 0                 | 0                 | 0                 | 0                 | 0        | 0      | 0           | 0          |